# Heftlade

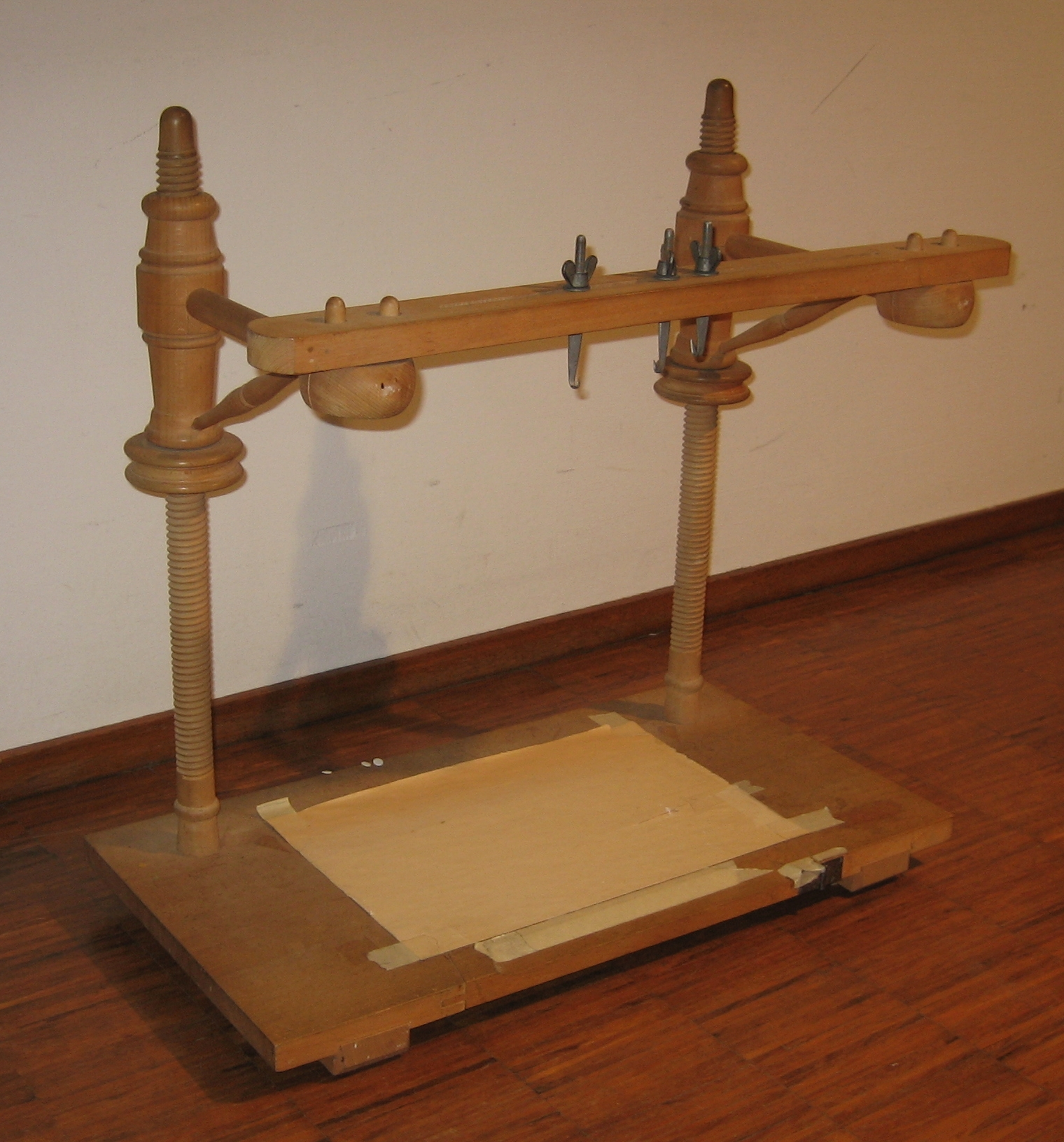
Heftlade mit zurückgesetzten Spindeln und Haken für die Bünde

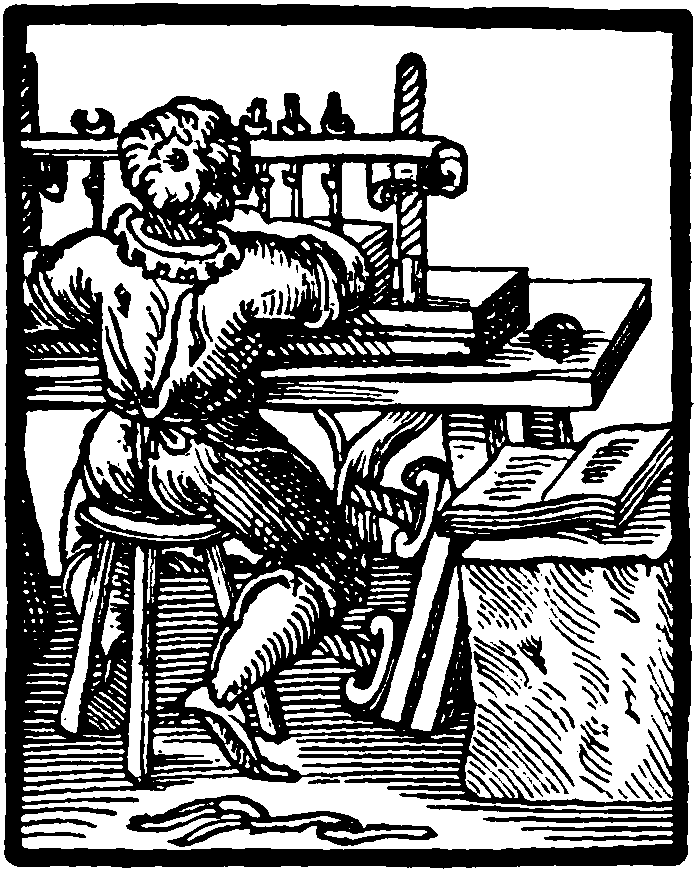
Buchbinder bei der Arbeit an der Heftlade

Die Heftlade ist ein Gerät aus dem Buchbinderhandwerk, das zum Aufspannen der Heftschnüre oder der Bänder während der manuellen Heftung dient.

## Konstruktion
Die meist aus Buchenholz gefertigte Heftlade besteht aus einer Grundplatte, auch Tisch genannt, an der rechts und links zwei Holz- oder Eisengewindestangen befestigt sind. Parallel zur Grundplatte liegt ein mit zwei Muttern befestigter höhenverstellbarer Querbalken auf. Dieser weist einen Längsschnitt auf, durch den die Heftfäden oder -bänder geführt und mittels Haken oder anderer Zusatzteile befestigt werden können. Als Pendant befindet sich an der Vorderkante des Tisches eine aufklappbare Leiste, in der die unteren Enden des Heftmaterials eingespannt werden, um den nötigen Zug aufzubauen.

## Geschichte
Die erste bildliche Darstellung einer Heftlade in einer Handschrift aus dem ersten Drittel des 12. Jahrhunderts, lässt die meisten Forscher ihre Erfindung in dessen unmittelbaren Vergangenheit datieren. Andere jedoch, wie Jean Vezin, gehen von einem wesentlich früheren Aufkommen, teilweise schon im 8. Jahrhundert, aus. Belege für diese Theorien gibt es keine, lediglich Hinweise, die auf einen zusammenhängenden Arbeitsgang von Heften und Ansetzen der Deckel und damit auf die Verwendung eines Gerätes, zumindest der Heftlade ähnlich, hinweisen. Bis zur Durchsetzung der Heftlade erfolgte die Heftung durch unterschiedlichste Techniken, die allerdings oft nur eine mangelhafte Festigkeit erreichten. Die straffe Spannung der Heftschnüre in der Heftlade hingegen ermöglichte nun einen wesentlichen festeren Halt als zuvor. Das Prinzip der Heftlade hat sich bis zur unmittelbaren Gegenwart nicht verändert. In der Regel ist sie aber heute durch Heftmaschinen abgelöst worden.